# HMNZS Kaiwaka
HMNZS „Kaiwaka” – nowozelandzki okręt pomocniczy z okresu II wojny światowej, a wcześniej i później - lichtuga. W Royal New Zealand Navy Kaiwaka służył głównie jako stawiacz boi (danlayer), okręt współpracujący z trałowcami i stawiaczami min, oznaczający bojami obszary wodne mające zostać zaminowane lub mające być oczyszczone z min.

## Historia
Lichtuga o napędzie motorowym została zbudowana w stoczni W. G. Lowe & Sons w Auckland w 1937 dla New Zealand Refrigeration Company. Jednostka miała drewniany kadłub, jeden pokład, liczyła 88,3 stopy długości, 23 stopy szerokości, jej zanurzenie wynosiło 7,7 stóp (26,9 x 7,0 x 2,3 m), liczyła 169 g.t. Napęd stanowiły silniki wysokoprężne o łącznej mocy 58 nhp (145 bhp) z jedną śrubą. Prędkość maksymalna wynosiła 10 węzłów, prędkość ekonomiczna - 9 w. W momencie wodowania jednostka omyłkowo została zarejestrowana jako MV Kaiwhaka, w 1938 nazwa jednostki została zmieniona na MV Kaiwaka.
Przed wojną, lichtuga była używana w Wanganui do ładowania nowozelandzkiego mięsa na statki rozwożące je do innych państw.
7 lutego 1941 właściciele statku zostali poinformowani, że zostanie on zarekwirowany przez RNZN, w ręce Marynarki został dostarczony 5 marca i został przystosowany do roli stawiacza boi (danlayer) - okrętu współpracującego z trałowcami i stawiaczami min, oznaczającego bojami obszary wodne mające zostać zaminowane lub mające być oczyszczone z min. Oprócz tego okręt został wyposażony w sonar i bomby głębinowe - mógł także służyć jako antisubmarine minesweeper (AS MS - trałowiec ZOP). W czasie wojny załogę stanowiło 12 osób.
Do służby, już jako HMNZS Kaiwaka (T14), wszedł 21 maja (lub 25 maja) pod dowództwem kapitana rezerwy RNZN A. K. Griffitha. Okręt wszedł w skład 25 Minesweeping Flotilla (25 Flotylli Trałowej) bazując początkowo w Auckland, czasami używany był także do holowania celów.
W marcu 1942 Kaiwaki i „Coastguard” pomagały przy zakładaniu pól minowych w pobliżu Fidżi, okręt powrócił do Auckland po sześciu tygodniach. Kaiwaki kilkakrotnie odwiedził Wellington i przez dwa miesiące, do końca czerwca 1943, pracował tam jako stawiacz boi. W październiku 1943 i maju 1944 znajdował się w Hauraki Gulf pomagając przy oczyszczaniu postawionych tam wcześniej pól minowych. Okręt został wycofany ze służby we wrześniu 1945.
19 listopada 1945 Kaiwaka została przekazana do ministerstwa morskiego (Marine Department), gdzie została odnowiona przed planowanym zwróceniem jej do poprzednich właścicieli, remont zakończono w marcu 1946. Przed przejęciem Kaikaki, jej właściciele wystąpili o odszkodowanie z powodu bardzo złego stanu jej drewnianego kadłuba. Sprawa została ostatecznie zakończona wypłaceniem odszkodowania w wysokości 50 tysięcy funtów i 19 września 1947, Kaiwaka wraz z lichtugami motorowymi „Thistle” i HMNZS „Tuirangi” oraz lichtugami Agnes i Florence wróciły w ręce ich poprzednich właścicieli i do służby cywilnej.
Po wojnie Kaiwaka nie powróciła już do Wanganui i wielokrotnie zmieniała właścicieli; początkowo pracowała jako lichtuga w Gisbourne, ale wybudowany tam w 1967 port spowodował, że nie była już potrzebna. W marcu 1968 została sprzedana prywatnemu właścicielowi z Tauranga i przed 1973 została sprzedana ponownie, na jej rufie zbudowano platformę do lądowania helikopterów, statek kotwiczył wówczas w Fiordland. W latach 1974, 1977 i 1986 Kiwaka była rejestrowana kolejno w Omamaru, Auckland i Matauwhi Bay.
W 1972 statek wziął udział w proteście przeciwko francuskim testom atomowym na Pacyfiku.